# Priapulida
Priapulida este o încrengătură de animale vermiforme nesegmentate. Sunt specii marine, bentonice, și preferă să habiteze sedimentele de mâl până  la adâncimi de 90 de metri. Unele specii prezintă o toleranță remarcabilă pentru hidrogen sulfurat și anoxie. Ele pot fi foarte abundente în unele zone: în golful Alaska, au fost numărați până la 85 de indivizi adulți pe m2 ai speciei Priapulus caudatus , în timp ce densitatea larvelor constituia cca. 58.000/m2.

## Etimologie
Denumirea încrengăturii - Priapulida - provine de la numele zeului grec al fertilității Priapus - divinitatea reprezentată cu un falus uman erect, datorită asemănării externe a acestor viermi cu penisul uman.

## Morfologie externă
Priapulidele sunt animale cilindrice, asemănătoare viermilor, cu lungimea de 0,2 cm până la 39 cm. Corpul este divizat în trei regiuni: trompă, trunchi și apendici caudali. În partea anterioară a corpului se află trompa (proboscis, introvert sau capul) exertilă, capabilă să se invaginize în interiorul corpului. Pe suprafața trompei se găsesc șiruri longitudinale de țepi recurbați. Trunchiul (abdomenul) este acoperit cu o cuticulă chitinizată, poate fi neted sau să prezinte inelații, uneori este prevăzută cu spini (această nu reprezintă o segmentare adevărată a corpului ca la viermii inelați). Corpul priapulidelor se termină cu 1-2 apendice caudale puternic ramificate. Dezvoltarea și creșterea priapulidelor este însoțită de năpârlirea cuticulei rigide.

## Anatomie
Tegumentul este alcătuit din cuticulă, hipoderm, mușchii inelari și mușchii longitudinali. În regiunea trompei, mușchii longitudinali formează fascicule de musculatură retractoare și protractoare. Cavitatea corpului reprezintă un pseudocelom (sau hemocel) cu o membrană acelulară.
Sistemul nervos este format dintr-un inel perifaringian, cordon nervos ventral de la care pornesc nervi longitudinali și transversali, și un ganglion nervos posterior. În etapa dezvoltării embrionare, sistemul nervos rămâne în ectoderm, fără ca să se separe, ulterior făcând parte din peretele corpului. Organele de simți sunt slab dezvoltate, reprezentate de papile senzitive amplasate preponderent în regiunea trompei.
Aparatele circulator și respirator sunt absente. Însă, în cavitatea corpului sunt amebocite fagocitare și hemoeritrocite, ultimele conținând hemeritrină - pigment respirator. De asemenea, se consideră că apendicii caudali realizează funcția respiratorie sau de osmoreglare.
Apărutul digestiv începe cu orficul bucal urmat de faringe dota cu o musculatură puternic dezvoltată ce asigura aspirarea hranei. Pereții faringelui sunt tapetați cu dinți recurbați, cu rol în reținerea hranei. Intestinul mediul este drept și se termină un rect scurt.
Aparatul urogenital este alcătuit din organele excretori și glande sexuale. Filtrarea metaboliților se produce în protonefreiii ramificate care conține solenocite - celule flagelate. Protonefridiile sunt amplasate de-a lungul canalului urogenital. Glandele sexuale, testiculele și ovarele, sunt perechi atașate de pereții corpului prin mezenter. Glandele sexuale sunt alcătuite din diverticule închise la un capăt și se deschid cu celălalt capăt în canalul urogenital. Orificiile canalelor urogenitale sunt perechi amplasate în partea posterioară a corpului, lateral, pe ambele părți ale orificiului anal.

## Reproducere și dezvoltare

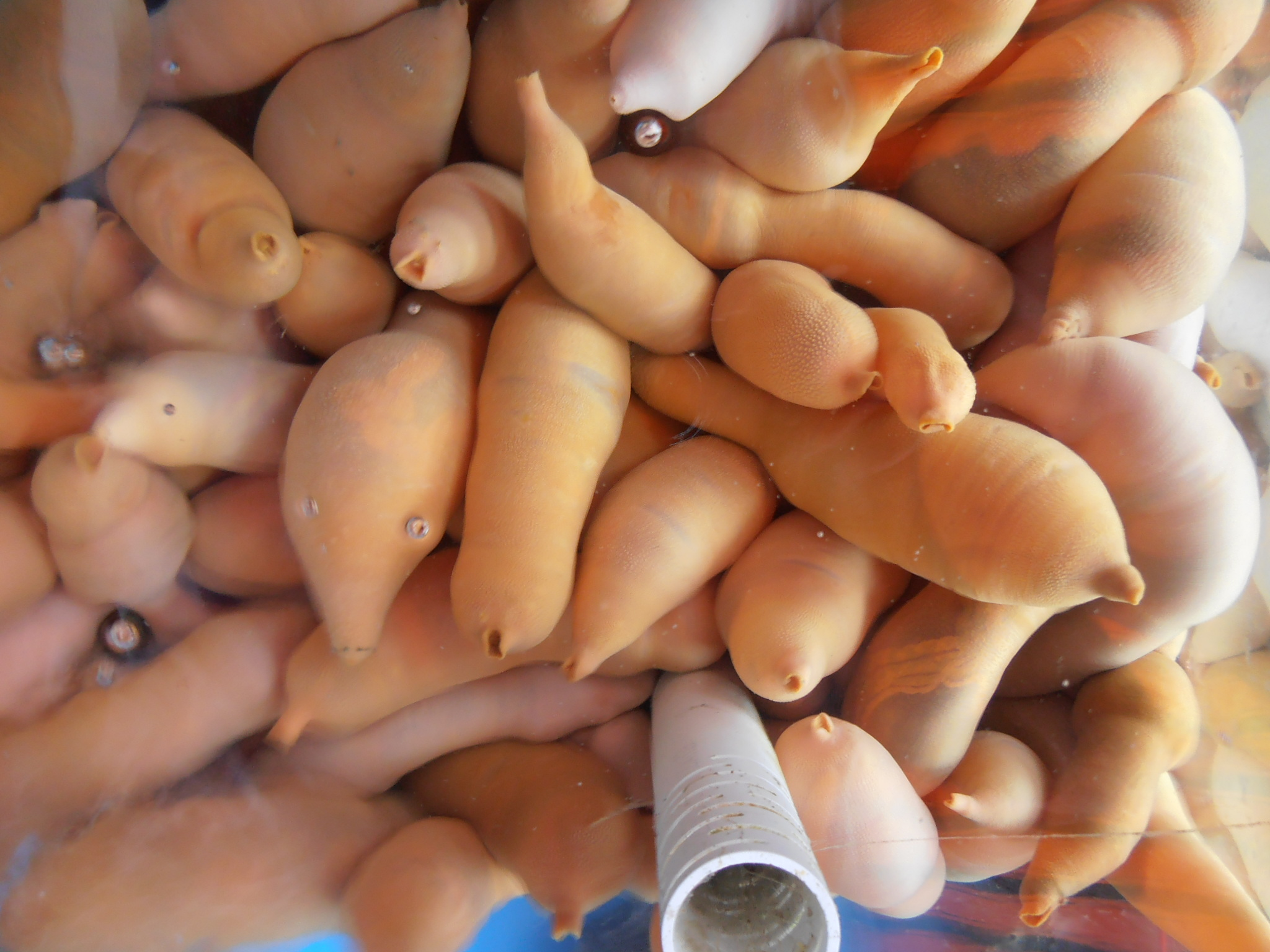
Priapulus caudatus într-un magazin correan de produse marine

Priapulidele sunt animale unisexuate, pentru unele specii a fost descris dimorfism sexual. Fecundația este externă, însă la unele speciile se se pare că există o fecundație internă. Segmentarea ovulelor fecundate este uniformă și radiară. Dezvoltare are loc lent, prima diviziune a ovulelor se atestă la 15 ore după fecundare, gastrulația - în câteva zile, iar eclozarea larvelor - în 15-20 zile. Din ou se dezvoltă larvă care se aseamănă foarte mult cu adultul. Cuticula larvei este groasă și puternic chitinizată, formând o lorică, alcătuită din două valve ce conferă corpului formă aplatizată. Metamorfoza larvelor are loc prin câteva năpârliri, lorica fiind eliminată. Pripapulidele devine mature în 1-2 ani după eclozare.

## Ecologie
Majoritatea speciilor descrise trăiesc în ape reci, adesea la latitudini mari, inclusiv Oceanul Arctic și în mările din jurul Antarctidei. Unele familii sunt prezente doar în regiunile subpolare.
Priapulidele sunt animale bentonice. Au un mod de viață sedentar, sapă galerii pe fundul mâlos atât în apropierea litoralului cât și la adâncimi. Priapulidele macrobentonice, având dimensiuni de ordinul centimetrilor, de până la 39 cm în lungime, locuiesc în apele polare, temperate, în depresiunile abisale ale Oceanului Pacific. Se hrănesc cu animale, de asemena bentonice: moluște, polichete, echinoderme etc. Priapulidele meiobentonice sunt cele mai diverse și numeroase, dintre reprezentanții încrengăturii, consumă bacterii, alge și ale organisme microscopice. Larvele, în totalitate, sunt detritofage.

## Clasificare
Încrengătura Priapulida
Clasa Priapulimorpha
- Ordinul Priapulimorphida
  - Familia Priapulidae
  - Familia Tubiluchidae

Clasa Halicryptomorpha
- Ordinul Halicryptomorphida
  - Familia Halicryptidae

Clasa Seticoronaria
- Ordinul Seticoronarida
  - Familia Maccabeidae